# 미콜라 코우탈류크
미콜라 안드리요비치 코우탈류크(우크라이나어: Мико́ла Андрі́йович Ковталю́к, 1995년 4월 26일 ~ )는 우크라이나의 축구 선수이다. 현재 K리그2의 FC 안양에서 활동 중이다. K리그 등록명은 미콜라이다.